# Torvaldo e Dorliska
Torvaldo e Dorliska és una opera semiseria en dos actes composta per Gioachino Rossini sobre un llibret italià de Cesare Sterbini, basat en La Lodoiska (1796), basat en la novel·la/memòria Les Amours du chevalier de Faublas (1787–1790) del revolucionari Jean-Baptiste Louvet de Couvrai, l'obra del qual va ser la font del llibret de Lodoïska de Luigi Cherubini (1791), i de Lodoiska de Stephen Storace (1794) i Simon Mayr (1796). S'estrenà al Teatro Valle de Roma el 26 de desembre de 1815.
Torvaldo e Dorliska no va reeixir del tot en el retorn de Rossini al gènere d'òpera de rescat, després de l'aclamada en el mateix gènere, L'inganno felice (Venècia, 1812). Per estrany que sembli, el treball del mateix equip va donar com a resultat vuit setmanes més tard l'oferiment al món d'El barber de Sevilla, l'òpera més famosa del compositor.
Torvaldo e Dorliska és una òpera de rescat amb un final feliç. La inclusió de papers buffo és el motiu de la seva designació com a obra 'semiserio', semblant a La gazza ladra de Rossini.

## Representacions

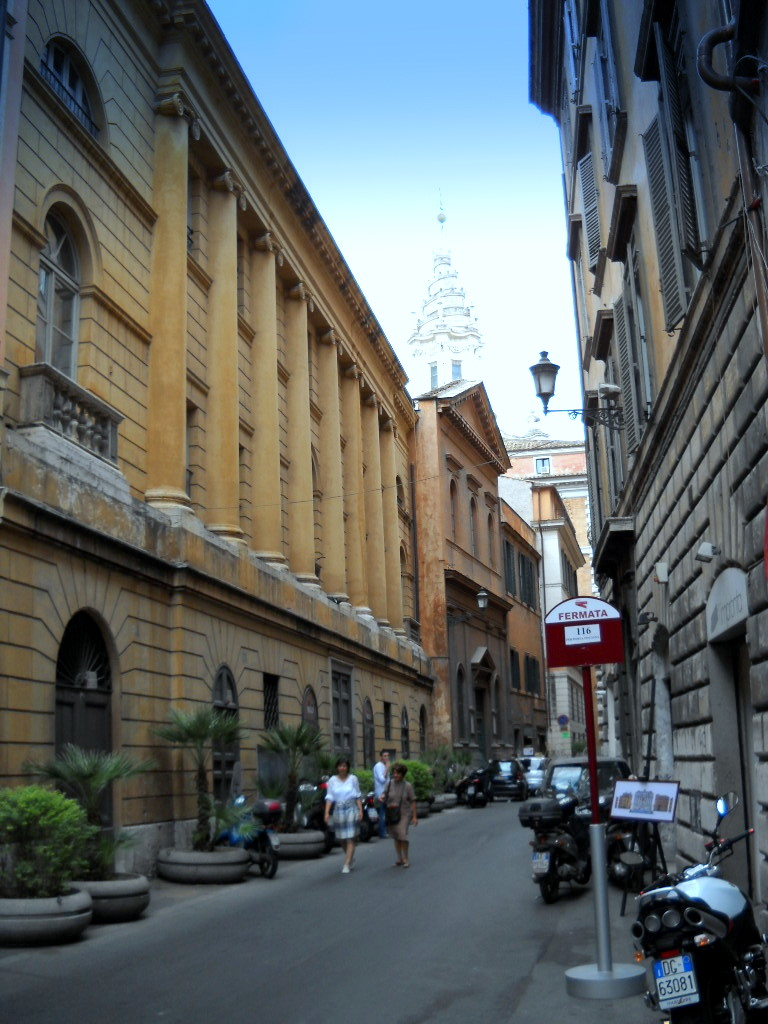
El Teatro Valle de Roma, on es va veure per primera vegada

Torvaldo e Dorliska va ser representada per primer cop el 26 de desembre de 1815 al Teatro Valle de Roma, tot i els bons cantants de l'estrena, l'òpera no va obtenir l'èxit esperat però va romandre en el repertori i va aparèixer a diverses ciutats italianes, inclosa Venècia, durant els següents vint-i-cinc anys, encara que mai va ser un gran èxit de crítica.

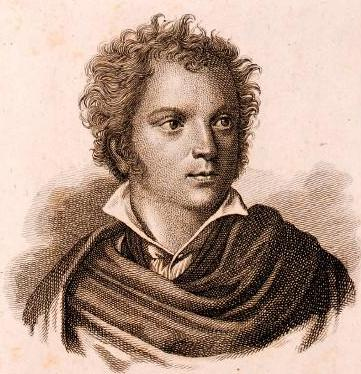
Domenico Donzelli, creador del rol de Torvaldo

El 1818 es va estrenar al Teatre de la Santa Creu de Barcelona amb el mateix Filippo Galli en el paper principal i amb Ramon Carnicer a la direcció. Es va representar a París el 1825, amb el debut de Marietta Garcia, la futura Malibran. Es va presentar a La Scala de Milà els anys 1818, 1824, 1825 i 1838.
A poc a poc va anar caient en l'oblit, desapareixent del panorama cap a 1839. Rossini, un compositor molt conegut i estimat a Roma, no va poder aconseguir l'èxit que s'esperava d'una nova obra seva. Els aspectes semiserio de l'òpera no van ser apreciats per l'audiència.

## Enregistraments
| Any  | Elenc: Dorliska, Torvaldo, Il Duca d'Ordow, Giorgio, Carlotta                       | Director, Teatre d'òpera i orquestra | Segell                                                   |
| ---- | ----------------------------------------------------------------------------------- | --- | -------------------------------------------------------- |
| 1992 | Fiorella Pediconi, Ernesto Palacio, Stefano Antonucci, Mauro Buda, Nicoletta Marani | Massimo de Bernart, Orquestra i cor de la RadioTelevisione Svizzera Italiana i el Gruppo Vocale Cantemus                                             | Àudio CD: Arkadia, Cat: CDAK 123-2; Agorá, Cat: AG 073.2 |
| 2003 | Paola Cigna, Huw Rhys-Evans, Michele Bianchini, Mario Utzeri, Annarita Gemmabella   | Alessandro De Marchi Czech Chamber Soloists i l'ARS Brunensis Chamber Choir                                                                          | Àudio CD: Naxos Records Cat: 8.660189-90                 |
| 2006 | Darina Takova, Francesco Meli, Michele Pertusi, Bruno Praticò, Jeannette Fischer    | Victor Pablo Pérez, Orchestra Haydn di Bolzano e Trento i el Prague Chamber Chorus (Enregistrament d'una actuació al Rossini Opera Festival, Pesaro) | Àudio CD: Dynamic Cat: CDS 528/1-2                       |